# KRIFAST
KRIFAST er et trafikprojekt i Møre og Romsdal fylke i Norge. 
Projektet forbinder KRIstiansund med FASTlandet via flere broer og en tunnel, deriblandt Gjemnessundbroen, der gav øen Bergsøy forbindelse med kommunecenteret i Gjemnes. 
Bergsøysundbroen gjorde kommunen landfast med Tingvollhalvøen; og Freifjordtunnelen til Kristiansund. 
Mod syd går E39 til Molde.
62°58′28″N 7°46′40″Ø / 62.974444444444°N 7.7777777777778°Ø